# Comité Olímpico Nacional Eritreo
El Comité Olímpico Nacional Eritreo (código COI: ERI) es el Comité Olímpico Nacional que representa a Eritrea. Fue creado en Asmara, Eritrea en 1996 y reconocido por el COI en 1999. La organización también es miembro de la Asociación de Comités Olímpicos Nacionales de África.
Eritrea hizo su debut en los Juegos Olímpicos de Verano 2000 en Sídney, enviando a tres atletas a competir en las disciplinas de pista y campo. En los Juegos de Invierno de 2018, el atleta Shannon-Ogbani Abeda representó al país en la disciplina de esquí.

## Presidentes del Comité
- Actualmente – el Sr. Mehari Tesfai. Secretario General: Sr. Tuquabo Moba.